# Paul Cleave
Paul Cleave (Christchurch, 10 de dezembro de 1974) é um escritor da Nova Zelândia. Suas obras foram best-sellers que foram traduzidas para mais de 20 idiomas e venderam mais de um milhão de cópias.

## Biografia
Paul Cleave é um autor best-seller internacional que atualmente divide seu tempo entre sua cidade natal, Christchurch, Nova Zelândia, onde todos os seus romances se passam,  e a Europa.
Seu primeiro romance publicado, The Cleaner, foi lançado em 2006 e se tornou um best-seller internacional com vendas superiores a 250.000. 
Ele ganhou três vezes o Prêmio Ngaio Marsh, o prêmio de romance policial do ano do Festival do Livro de Saint-Maur, foi indicado para o Edgar, o Barry e o Ned Kelly. Ele apareceu em festivais no Reino Unido, Turquia, França, Alemanha, Austrália, Canadá, Dinamarca, Taiwan, Taiti, Nova Caledônia e Nova Zelândia.

## Obras

### Série Joe Middleton
- 2006: The Cleaner no Brasil: A Sétima Morte (Fundamento, 2012)
- 2013: Joe Victim

### Série Theodore Tate
- 2008: Cemetery Lake
- 2011: Collecting Cooper
- 2012: The Laughterhouse
- 2014: Five Minutes Alone

### Livros isolados
- 2007: The Killing Hour
- 2010: Blood Men no Brasil: Herdeiro da Escuridão (Fundamento, 2011)
- 2015: Trust No One
- 2017: A Killer Harvest
- 2019: Whatever It Takes